# Лак, Чарльз
Чарльз Джеймс Лак (англ. Charles James Luck; 19 ноября 1886, Лондон — 1 февраля 1981) — британский гимнаст, бронзовый призёр летних Олимпийских игр 1912 года в командном первенстве.